# Agerola
Agerola (Ajërola in napoletano) è un comune italiano sparso di 7 805 abitanti della città metropolitana di Napoli in Campania.
Il territorio comunale è suddiviso in sei frazioni: San Lazzaro, Campora, Santa Maria, Pianillo, Ponte, Bomerano. La sede comunale è nella frazione di Pianillo.

## Geografia fisica
Agerola è sita in una conca sui monti Lattari a 600 m s.l.m. molto prossima alla costiera amalfitana, tanto che in passato è stata integralmente parte della Repubblica Amalfitana.

## Origini del nome
La vocazione agricola del paese ha indotto a far risalire il toponimo al latino ager=campo, tuttavia esiste una seconda ipotesi, avanzata dallo storico Matteo Camera, secondo la quale il nome può anche derivare dalla voce latina aëreus nel senso di "luogo elevato".
Esiste infine una terza tesi che farebbe derivare il toponimo da Jerula=gerla, forse per la forma a conca dell'altopiano su cui è eretto il paese. E infatti, ancora oggi, Agerola in dialetto agerolese si pronuncia "agerəl".

## Storia
Le prime tracce di presenza umana nel territorio risalgono molto probabilmente alle Prime Età del Ferro.
In epoca romana la zona era ricca di "ville rustiche", soprattutto nella parte pianeggiante, per cui si suppone che fosse ampiamente coltivata, data la posizione privilegiata.
In seguito ai danni arrecati dall'eruzione del Vesuvio del 79 d.C., il suolo fu coperto da un metro e mezzo di pomici. L'allevamento bovino dovette rimanere florente, tanto che nella seconda metà del II secolo d.C., Galeno, medico di Marco Aurelio e Commodo, nel De metodo memendi (V,12) vantava la bontà e le qualità terapeutiche del latte prodotto sui Monti Lattari (Lactarius mons), tanto che Cassiodoro (Variae, XI 10) scriveva tra il 533 ed il 537 d.C. che il re dei Goti aveva ordinato a un suo servo di ricorrere ai "rimedia lactarii montis", poiché le cure dei medici non gli giovavano.
Nei secoli centrali del medioevo la conca di Agerola si popolò e sviluppò nei suoi cinque casali: Campulo, Memoranum, Planillum, Ponte e San Lazzaro, parallelamente al fiorire della Costiera e al costituirsi del Ducato Amalfitano. Divenne parte integrante del territorio di Amalfi, con cui condivise gli scambi commerciali che la collegavano all'intero Mediterraneo, a Bisanzio e a Napoli. Divenne sede di una manifattura di tessuti in seta, in cui gli agerolesi divennero specializzati.
Nei secoli che seguirono, il comune entrò a far parte del Regno di Napoli, di cui seguì le alterne vicende fino all'Unità d'Italia.
Nel settecento Agerola visse un periodo assai prospero, durante il quale si verificò una riduzione delle tasse, un miglioramento delle condizioni economiche, che è attestato dalla crescita esponenziale del numero dei suoi abitanti e dal forte calo del brigantaggio.
La condivisione delle idee ispiratrici della Rivoluzione francese da parte dei nobili agerolesi residenti a Napoli fece in modo che Agerola aderisse subito alla costituzione democratica della repubblica partenopea, tanto che venne piantato nello spiazzo antistante la chiesa Madonna di Loreto, nella frazione Campora, un tiglio, simbolo di libertà, che da allora è stato sempre ripiantato.
Nel XIX secolo la figura dominante fu il generale Paolo Avitabile, che costruì la sua fortuna servendo prima l'esercito borbonico, poi il maharajah di Lahore. Nel 1844 il generale ottenne il distacco di Agerola dalla provincia di Salerno (Principato Citeriore) e la conseguente aggregazione a quella di Napoli. La cittadina venne così separata dal territorio di Amalfi, con cui aveva condiviso secoli di storia, restando collegata a esso soltanto sotto il profilo religioso, attraverso l'arcidiocesi.

### Simboli
Lo stemma e il gonfalone del comune di Agerola sono stati concessi con il decreto del presidente della Repubblica del 13 gennaio 2003.
Il gonfalone è un drappo di giallo con la bordatura di azzurro.

## Monumenti e luoghi d'interesse
- Chiesa di San Matteo Apostolo
- Chiesa di Tutti i Santi
- Chiesa di San Martino
- Chiesa della Santissima Annunziata
- Chiesa di San Michele Arcangelo
- Chiesa di San Pietro Apostolo
- Chiesa di Santa Maria la Manna
- Convento di San Francesco di Cospiti
- Castello Lauritano
- Sentiero degli Dei
- Palazzo Acampora
- Colonia Montana

## Società

### Evoluzione demografica
Abitanti censiti

### Etnie e minoranze straniere
Al 31 dicembre 2023 i cittadini stranieri residenti ad Agerola erano 431, corrispondenti al 5,38% della popolazione.
Le nazionalità maggiormente rappresentate al 2018 erano:
1. Ucraina 219 2,8%
2. Romania 23 0,3%
3. Bulgaria 18 0,2%
4. Marocco 15 0,1%
5. India 14 0,1%
6. Gambia 12 0,1%
7. Albania 11 0,1%

## Amministrazione
Di seguito è presentata una tabella relativa alle amministrazioni che si sono succedute in questo comune.
| Periodo        | Periodo        | Primo cittadino  | Partito                   | Carica  | Note   |
| -------------- | -------------- | ---------------- | ------------------------- | ------- | ------ |
| 6 giugno 1993  | 27 aprile 1997 | Michele Pisacane | Democrazia Cristiana      | Sindaco | [ 12 ] |
| 27 aprile 1997 | 13 maggio 2001 | Tommaso Cuomo    | Liste civiche di sinistra | Sindaco | [ 12 ] |
| 13 maggio 2001 | 28 maggio 2006 | Tommaso Cuomo    | Liste civiche di sinistra | Sindaco | [ 12 ] |
| 28 maggio 2006 | 15 maggio 2011 | Michele Pisacane | Democrazia Popolare       | Sindaco | [ 12 ] |
| 15 maggio 2011 | 5 giugno 2016  | Luca Mascolo     | Nuova Mente Agerola       | Sindaco | [ 12 ] |
| 5 giugno 2016  | 5 ottobre 2021 | Luca Mascolo     | Nuova Mente Agerola       | Sindaco | [ 12 ] |
| 5 ottobre 2021 | in carica      | Tommaso Naclerio | Nuova Mente Agerola       | Sindaco |        |

### Gemellaggi
- San Salvatore Monferrato, dal 2011

### Altre informazioni amministrative
Le competenze in materia di difesa del suolo sono delegate dalla Campania all'Autorità di bacino regionale Destra Sele.